# Emeterio Talavera
Emeterio Ernesto Talavera Choque  (Tinguipaya, Potosí, Bolivia; 10 de marzo de 1918 - La Paz, Bolivia; 7 de febrero de 2022) fue el antepenúltimo soldado boliviano que participó en la Guerra del Chaco (1932-1935) contra el Paraguay. Falleció un mes antes de cumplir los 104 años de edad.

## Biografía
Emeterio Talavera nació el 10 de marzo de 1918 en el municipio de Tinguipaya, en la provincia de Frías del departamento de Potosí. Cuando la guerra comenzó en 1932, Emeterio era todavía para esa época un jovenzuelo de apenas 14 años de edad y ya durante el transcurso del conflicto bélico acudió al frente de batalla junto a sus 3 hermanos; Anselmo Talavera Choque, Leoncio Talavera Choque y Felipe Talavera Choque.

### Guerra del Chaco
Emeterio Talavera acudió a la guerra ya durante el último año (1935) cuando era solo un adolescente de 17 años de edad. Combatió con el grado de soldado perteneciente al Regimiento 11 "Warnes" y al Destacamento 221 de Caballería donde se desempeñó en el puesto de morterista. Cabe mencionar también que uno de sus hermanos mayores (Anselmo) nunca más volvió a Bolivia, pues lamentablemente murió heroicamente en pleno campo de batalla, quedando de esa manera sus huesos enterrados para siempre bajo las candentes arenas del Chaco, al igual que miles y miles de bolivianos.
Una vez finalizado el conflicto y la posterior desmovilización de las tropas del frente de batalla, Emeterio logró sobrevivir a la guerra y volver a Bolivia siendo todavía un adolescente de 17 años de edad en 1935. Con el tiempo, se trasladó a vivir a la ciudad de La Paz al barrio de Achachicala donde empezó a trabajar como policía.
Varias décadas después y ya a sus 100 años de edad, Emeterio contaba en 2018 que durante la guerra, su regimiento tenía “un solo lema” y el cual era “Matar o Morir” al ver como morían varios de sus camaradas (compañeros).

### Últimos años
En 2021 y ya con 103 años de edad, Emeterio caminaba ya muy poco y solo lo hacia dentro de su vivienda particular en donde siempre lleva consigo una pequeña radio que le acompaña durante sus caminatas dentro de su vivienda particular, sintonizando y escuchando "Radio Panamericana" (una emisora radial fundada en 1972 por el inmigrante libanes Miguel Dueri)

#### Homenaje del Senado
El 10 de junio de 2021, la Cámara de Senadores de Bolivia aprobó una declaración camaral rindiendo un homenaje a don Emeterio Talavera por haber luchado para mantener la soberanía del estado boliviano. Junto a él, también se rindió homenaje a los últimos 3 últimos beneméritos bolivianos de la guerra; Samuel Chuquimia, Jose Pradel y Miguel Siñaniz.

### Fallecimiento
El 7 de febrero de 2022 se dio a conocer a toda la opinión pública del país la lamentable noticia de la muerte del antepenúltimo soldado boliviano de la Guerra del Chaco que aún quedaba con vida, pues Emeterio Ernesto Talavera Choque falleció en la ciudad de La Paz a sus 103 años de edad a solo un mes antes de cumplir los 104 años.